# Кермес, Симона
Симона Кермес (нем. Simone Kermes; род. 17 мая 1965, Лейпциг) — немецкая оперная певица (колоратурное сопрано), по оценкам прессы — «королева барокко» (и даже «сумасшедшая королева барокко»).

## Биография
Училась в Лейпцигской высшей школе музыки и театра, посещала мастер-классы Элизабет Шварцкопф, Барбары Шлик, Дитриха Фишера-Дискау. В 1993 завоевала первую премию на конкурсе Мендельсона-Бартольди в Берлине, в 1996 — вторую премию на Международном конкурсе имени И. С. Баха в Лейпциге. Выступала в Театре Елисейских полей в Париже, Государственной опере Штутгарта, на крупнейших фестивалях в Баден-Бадене, Шветцингене, Шлезвиг-Гольштейне, Кёльне, Дрездене, Бонне, Цюрихе, Вене, Инсбруке, Барселоне, Лиссабоне, Москве, Праге и др.
В марте 2016 года выходит новый диск певицы: Love, на котором записаны сочинения Монтеверди.

## Творческая манера
Отличается фантастическим музыкальным темпераментом (отсюда её прозвище в прессе — барок-звезда).

## Репертуар
Основа репертуара певицы — опера барокко (Пёрселл, Вивальди, Перголези, Глюк, Гендель, Моцарт). Выступала также в операх Верди, опереттах Штрауса и др.

## Признание
Премия Немецкой критики грамзаписей за достижение года (2003). Премия фирмы Эхо-Классик — певице года (2011).